# 罗森蒙德-冯布劳恩反应
Rosenmund–von Braun反应（Rosenmund-von Braun reaction），又称Rosenmund–von Braun合成
芳卤与氰化亚铜反应生成相应的芳腈。
1914年，德国化学家 Karl Wilhelm Rosenmund 与其博士学生 Erich Struck 发现催化量氰化亚铜存在下，芳卤可以与氰化钾的醇水溶液于200 °C进行作用，产生相应的芳香羧酸。不久后，Rosenmund 提出芳腈是上述反应的中间体。
Alfred Pongratz 和 Julius von Braun 分别对反应作了一些改进，将反应温度提高，并使反应在无溶剂条件下进行。此后又出现了其他一些改进法，例如用离子液体作为反应介质等。